# 下毛郡
- 令制国一覧 > 西海道 > 豊前国 > 下毛郡
- 日本 > 九州地方 > 大分県 > 下毛郡

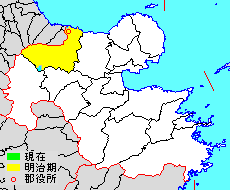
大分県下毛郡の位置（水色：後に他郡から編入した区域）

下毛郡（しもげぐん）は、大分県（豊前国）にあった郡。

## 郡域
1878年（明治11年）に行政区画として発足した当時の郡域は、中津市の大部分（小祝・小祝新町・山国町長尾野を除く）にあたる。

## 歴史
古代には三毛郡（みけのこおり）であったが、後に山国川を境に上三毛郡と下三毛郡に分けられ、さらに上毛郡・下毛郡となった。現在でも山国川を挟んで隣接する旧上毛郡地域（現在の福岡県豊前市の一部、築上郡東部）とは文化・歴史的に関係が深い。

### 近世以降の沿革
- 「旧高旧領取調帳」に記載されている明治初年時点での支配は以下の通り。（1町98村）

| 知行   | 知行       | 村数     | 村名 |
| ------ | ---------- | -------- | --- |
| 幕府領 | 西国筋郡代 | 21村     | 戸原村、跡田村、折元村、落合村、東谷村、西谷村、山移村、柿山村、大久保村、樋山路村、宮園村、中摩村、金吉村、島村、守実村、藤野木村、吉野村、平小野村、小屋川村、草本村、宇曽村 |
| 幕府領 | 旗本領     | 3村      | 上秣村、下秣村、西秣村 |
| 藩領   | 豊前中津藩 | 1町 74村 | 金谷村、中津城下、萱津村、角木村、大塚村、蠣瀬、島田村、中殿村、牛神村、宮夫村、一ツ松村、東浜村、大新田村、下池永村、上池永村、永添村、相原村、湯屋村、万田村、高瀬村、上宮永村、下宮永村、今津村、赤迫村、鍋島村、諸田村、全徳村、合馬村、是則村、田尻村、定留村、野依村、上植野村、下植野村、北原村、大悟法村、大貞村、中原村、犬丸村、助部村、福島村、加来村、伊藤田村、下伊藤田村、佐知村、土田村、臼木村、諌山村、原口村、成恒村、森山村、小袋村、東田口村、中畑村、大野村、槻木村、西田口村、上深水村、下深水村、樋田村、下屋形村、今行村、西屋形村、東屋形村、曽木村、平田村、冠石野村、多志田村、三尾母村、福土村、小友田村、川原口村、栃木村、柿坂村、金手村 |

- 慶応4年（1868年）8月 - 旗本領が日田県の管轄となる。
- 明治3年（1870年）1月 - 幕府領が対馬厳原藩領となる。
- 明治4年
  - 7月14日（1871年8月29日） - 廃藩置県により、藩領が中津県、厳原県の管轄となる。
  - 11月14日（1871年12月25日） - 第1次府県統合により、全域が小倉県の管轄となる。
- 明治9年（1876年）
  - 4月18日 - 第2次府県統合により福岡県の管轄となる。
  - 8月21日 - 大分県の管轄となる。
- 明治11年（1878年）11月1日 - 郡区町村編制法の大分県での施行により、行政区画としての下毛郡が発足。郡役所が中津に設置。
- 明治17年（1町94村）
  - 大久保村・島村が合併して大島村となる。
  - 明治22年までの間に以下の各村の統合が行われる。
    - 上植野村・下植野村が合併して植野村となる。
    - 東田口村・西田口村が合併して田口村となる。
    - 下伊藤田村が伊藤田村に合併。
- 明治21年（1町89村）
  - 7月 - 中津城下・金谷村・萱津村が合併して中津町となる。
  - 中畑村・大野村・川原口村・栃木村が合併して津民村となる。

### 町村制以降の沿革

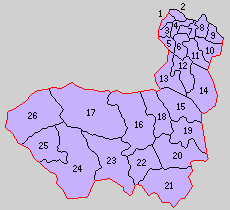
1.中津町 2.大江村 3.豊田村 4.小楠村 5.鶴居村 6.大幡村 7.如水村 8.和田村 9.桜洲村 10.尾紀村 11.三保村 12.山口村 13.真坂村 14.深秣村 15.東城井村 16.城井村 17.津民村 18.上津村 19.東谷村 20.西谷村 21.柿山村 22.山移村 23.下郷村 24.三郷村 25.溝部村 26.槻木村（紫：中津市）

- 明治22年（1889年）4月1日 - 町村制の施行により、以下の町村が発足。全域が現・中津市。（1町25村）
  - 中津町（単独町制）
  - 大江村 ← 蠣瀬、大塚村、角木村
  - 豊田村 ← 島田村、中殿村、上宮永村、下宮永村
  - 小楠村 ← 一ツ松村、宮夫村、金手村、牛神村、大新田村、東浜村
  - 鶴居村 ← 万田村、高瀬村、湯屋村、永添村、相原村
  - 大幡村 ← 大貞村、上池永村、中原村、大悟法村、加来村
  - 如水村 ← 助部村、下池永村、是則村、合馬村、全徳村
  - 和田村 ← 定留村、諸田村、田尻村
  - 桜洲村 ← 今津村、赤迫村、鍋島村
  - 尾紀村 ← 植野村、野依村、犬丸村
  - 三保村 ← 福島村、伊藤田村、北原村
  - 山口村 ← 成恒村、諫山村、原口村、田口村、森山村
  - 真坂村 ← 土田村、佐知村、小袋村、臼木村
  - 深秣村 ← 西秣村、上秣村、下秣村、上深水村、下深水村
  - 東城井村 ← 下屋形村、樋田村、今行村、東屋形村、西屋形村、曽木村
  - 城井村 ← 戸原村、冠石野村、平田村、多志田村、三尾母村、小友田村、福土村、柿坂村
  - 津民村（単独村制）
  - 上津村 ← 折元村、跡田村、落合村
  - 東谷村、西谷村、柿山村、山移村（それぞれ単独村制）
  - 下郷村 ← 大島村、金吉村、樋山路村、宮園村
  - 三郷村 ← 中摩村、守実村、宇曽村、藤野木村、日田郡長小野村
  - 溝部村 ← 草本村、平小野村、吉野村、小屋川村
  - 槻木村（単独村制）
- 明治24年（1891年）4月1日 - 郡制を施行。
- 明治29年（1896年）4月1日 - 中津町が福岡県上毛郡高浜村の一部（小祝の一部）を編入。（越境合併）
- 大正12年（1923年）4月1日 - 郡会が廃止。郡役所は存続。
- 大正14年（1925年）
  - 4月1日 - 豊田村・大江村が中津町に編入。（1町23村）
  - 9月1日 - 城井村が改称して耶馬溪村となる。
- 大正15年（1926年）
  - 2月11日 - 東城井村が改称して東耶馬溪村となる。
  - 7月1日 - 郡役所が廃止。以降は地域区分名称となる。
- 昭和3年（1928年）4月1日 - 柿山村が改称して深耶馬溪村となる。
- 昭和4年（1929年）
  - 4月1日 - 小楠村が中津町に編入。（1町22村）
  - 4月20日 - 中津町が市制施行して中津市となり、郡より離脱。（22村）
- 昭和8年（1933年）4月1日 - 桜洲村・尾紀村が合併して新昭村が発足。（21村）
- 昭和10年（1935年）時点での当郡の面積は477.98平方km、人口は47,376人（男23,361人・女24,015人）[5]。
- 昭和15年（1940年）11月3日 - 新昭村が町制施行・改称して今津町となる。（1町20村）
- 昭和17年（1942年）7月1日 - 「下毛地方事務所」が中津市に設置され、本郡を管轄。
- 昭和18年（1943年）8月8日 - 鶴居村・大幡村・如水村が中津市に編入。（1町17村）
- 昭和26年（1951年）4月1日（1町11村）
  - 東耶馬溪村・上津村が合併して本耶馬渓村が発足。
  - 津民村・山移村・下郷村が合併して中耶馬溪村が発足。
  - 三郷村・溝部村・槻木村が合併して山国村が発足。
  - 三保村が中津市に編入。
- 昭和28年（1953年）
  - 4月1日 - 耶馬溪村が中耶馬溪村に編入。（1町10村）
  - 9月1日 - 中耶馬溪村が改称して耶馬溪村となる。
- 昭和29年（1954年）
  - 1月1日 - 耶馬溪村の一部（多志田・冠石野の各一部）が本耶馬渓村に編入。
  - 3月31日（1町4村）
    - 東谷村・西谷村が本耶馬渓村に編入。
    - 深秣村・山口村・真坂村が合併して三和村が発足。三和村が即日改称して三光村となる。
    - 深耶馬溪村が耶馬溪村に編入。

  - 10月1日 - 和田村が中津市に編入。（1町3村）
- 昭和30年（1955年）2月1日 - 今津町が中津市に編入。（3村）
- 昭和33年（1958年）4月1日 - 山国村が町制施行して山国町となる。（1町3村）
- 昭和34年（1959年）11月1日 - 本耶馬渓村が町制施行して本耶馬渓町となる。（2町2村）
- 昭和40年（1965年）4月1日 - 耶馬溪村が町制施行して耶馬溪町となる。（3町1村）
- 平成17年（2005年）3月1日 - 三光村・本耶馬渓町・耶馬溪町・山国町が中津市に編入。同日下毛郡消滅。

### 変遷表
| 明治22年以前                            | 明治22年以前                            | 明治22年 4月1日 町村制施行 | 明治22年 - 大正15年             | 昭和元年 - 昭和19年           | 昭和元年 - 昭和19年             | 昭和20年 - 昭和29年             | 昭和20年 - 昭和29年          | 昭和20年 - 昭和29年                    | 昭和30年 - 昭和64年            | 平成元年 - 現在             | 現在   |
| --------------------------------------- | --------------------------------------- | -------------------------- | ------------------------------- | ----------------------------- | ------------------------------- | ------------------------------- | ---------------------------- | -------------------------------------- | ------------------------------ | --------------------------- | ------ |
| 福岡県上毛郡小祝村 の一部（山国川以東） | 福岡県上毛郡小祝村 の一部（山国川以東） | 高浜村 の一部              | 明治29年4月1日 中津町に編入     | 中津町                        | 昭和4年4月20日 市制 中津市      | 中津市                          | 中津市                       | 中津市                                 | 中津市                         | 中津市                      | 中津市 |
| 中津城下                                | 明治21年7月 中津町                      | 中津町                     | 中津町                          | 中津町                        | 昭和4年4月20日 市制 中津市      | 中津市                          | 中津市                       | 中津市                                 | 中津市                         | 中津市                      | 中津市 |
| 金谷村                                  | 明治21年7月 中津町                      | 中津町                     | 中津町                          | 中津町                        | 昭和4年4月20日 市制 中津市      | 中津市                          | 中津市                       | 中津市                                 | 中津市                         | 中津市                      | 中津市 |
| 萱津村                                  | 明治21年7月 中津町                      | 中津町                     | 中津町                          | 中津町                        | 昭和4年4月20日 市制 中津市      | 中津市                          | 中津市                       | 中津市                                 | 中津市                         | 中津市                      | 中津市 |
| 蠣瀬                                    | 蠣瀬                                    | 大江村                     | 大正14年4月1日 中津町に編入     | 中津町                        | 昭和4年4月20日 市制 中津市      | 中津市                          | 中津市                       | 中津市                                 | 中津市                         | 中津市                      | 中津市 |
| 大塚村                                  |                                         | 大江村                     | 大正14年4月1日 中津町に編入     | 中津町                        | 昭和4年4月20日 市制 中津市      | 中津市                          | 中津市                       | 中津市                                 | 中津市                         | 中津市                      | 中津市 |
| 角木村                                  |                                         | 大江村                     | 大正14年4月1日 中津町に編入     | 中津町                        | 昭和4年4月20日 市制 中津市      | 中津市                          | 中津市                       | 中津市                                 | 中津市                         | 中津市                      | 中津市 |
| 島田村                                  | 島田村                                  | 豊田村                     | 大正14年4月1日 中津町に編入     | 中津町                        | 昭和4年4月20日 市制 中津市      | 中津市                          | 中津市                       | 中津市                                 | 中津市                         | 中津市                      | 中津市 |
| 中殿村                                  |                                         | 豊田村                     | 大正14年4月1日 中津町に編入     | 中津町                        | 昭和4年4月20日 市制 中津市      | 中津市                          | 中津市                       | 中津市                                 | 中津市                         | 中津市                      | 中津市 |
| 上宮永村                                |                                         | 豊田村                     | 大正14年4月1日 中津町に編入     | 中津町                        | 昭和4年4月20日 市制 中津市      | 中津市                          | 中津市                       | 中津市                                 | 中津市                         | 中津市                      | 中津市 |
| 下宮永村                                |                                         | 豊田村                     | 大正14年4月1日 中津町に編入     | 中津町                        | 昭和4年4月20日 市制 中津市      | 中津市                          | 中津市                       | 中津市                                 | 中津市                         | 中津市                      | 中津市 |
| 一ツ松村                                | 一ツ松村                                | 小楠村                     | 小楠村                          | 昭和4年4月1日 中津町に編入    | 昭和4年4月20日 市制 中津市      | 中津市                          | 中津市                       | 中津市                                 | 中津市                         | 中津市                      | 中津市 |
| 宮夫村                                  |                                         | 小楠村                     | 小楠村                          | 昭和4年4月1日 中津町に編入    | 昭和4年4月20日 市制 中津市      | 中津市                          | 中津市                       | 中津市                                 | 中津市                         | 中津市                      | 中津市 |
| 金手村                                  |                                         | 小楠村                     | 小楠村                          | 昭和4年4月1日 中津町に編入    | 昭和4年4月20日 市制 中津市      | 中津市                          | 中津市                       | 中津市                                 | 中津市                         | 中津市                      | 中津市 |
| 牛神村                                  |                                         | 小楠村                     | 小楠村                          | 昭和4年4月1日 中津町に編入    | 昭和4年4月20日 市制 中津市      | 中津市                          | 中津市                       | 中津市                                 | 中津市                         | 中津市                      | 中津市 |
| 大新田村                                |                                         | 小楠村                     | 小楠村                          | 昭和4年4月1日 中津町に編入    | 昭和4年4月20日 市制 中津市      | 中津市                          | 中津市                       | 中津市                                 | 中津市                         | 中津市                      | 中津市 |
| 東浜村                                  |                                         | 小楠村                     | 小楠村                          | 昭和4年4月1日 中津町に編入    | 昭和4年4月20日 市制 中津市      | 中津市                          | 中津市                       | 中津市                                 | 中津市                         | 中津市                      | 中津市 |
| 万田村                                  | 万田村                                  | 鶴居村                     | 鶴居村                          | 鶴居村                        | 昭和18年8月8日 中津市に編入     | 中津市                          | 中津市                       | 中津市                                 | 中津市                         | 中津市                      | 中津市 |
| 高瀬村                                  |                                         | 鶴居村                     | 鶴居村                          | 鶴居村                        | 昭和18年8月8日 中津市に編入     | 中津市                          | 中津市                       | 中津市                                 | 中津市                         | 中津市                      | 中津市 |
| 湯屋村                                  |                                         | 鶴居村                     | 鶴居村                          | 鶴居村                        | 昭和18年8月8日 中津市に編入     | 中津市                          | 中津市                       | 中津市                                 | 中津市                         | 中津市                      | 中津市 |
| 永添村                                  |                                         | 鶴居村                     | 鶴居村                          | 鶴居村                        | 昭和18年8月8日 中津市に編入     | 中津市                          | 中津市                       | 中津市                                 | 中津市                         | 中津市                      | 中津市 |
| 相原村                                  |                                         | 鶴居村                     | 鶴居村                          | 鶴居村                        | 昭和18年8月8日 中津市に編入     | 中津市                          | 中津市                       | 中津市                                 | 中津市                         | 中津市                      | 中津市 |
| 大貞村                                  | 大貞村                                  | 大幡村                     | 大幡村                          | 大幡村                        | 昭和18年8月8日 中津市に編入     | 中津市                          | 中津市                       | 中津市                                 | 中津市                         | 中津市                      | 中津市 |
| 上池永村                                |                                         | 大幡村                     | 大幡村                          | 大幡村                        | 昭和18年8月8日 中津市に編入     | 中津市                          | 中津市                       | 中津市                                 | 中津市                         | 中津市                      | 中津市 |
| 中原村                                  |                                         | 大幡村                     | 大幡村                          | 大幡村                        | 昭和18年8月8日 中津市に編入     | 中津市                          | 中津市                       | 中津市                                 | 中津市                         | 中津市                      | 中津市 |
| 大悟法村                                |                                         | 大幡村                     | 大幡村                          | 大幡村                        | 昭和18年8月8日 中津市に編入     | 中津市                          | 中津市                       | 中津市                                 | 中津市                         | 中津市                      | 中津市 |
| 加来村                                  |                                         | 大幡村                     | 大幡村                          | 大幡村                        | 昭和18年8月8日 中津市に編入     | 中津市                          | 中津市                       | 中津市                                 | 中津市                         | 中津市                      | 中津市 |
| 助部村                                  | 助部村                                  | 如水村                     | 如水村                          | 如水村                        | 昭和18年8月8日 中津市に編入     | 中津市                          | 中津市                       | 中津市                                 | 中津市                         | 中津市                      | 中津市 |
| 下池永村                                |                                         | 如水村                     | 如水村                          | 如水村                        | 昭和18年8月8日 中津市に編入     | 中津市                          | 中津市                       | 中津市                                 | 中津市                         | 中津市                      | 中津市 |
| 是則村                                  |                                         | 如水村                     | 如水村                          | 如水村                        | 昭和18年8月8日 中津市に編入     | 中津市                          | 中津市                       | 中津市                                 | 中津市                         | 中津市                      | 中津市 |
| 合馬村                                  |                                         | 如水村                     | 如水村                          | 如水村                        | 昭和18年8月8日 中津市に編入     | 中津市                          | 中津市                       | 中津市                                 | 中津市                         | 中津市                      | 中津市 |
| 全徳村                                  |                                         | 如水村                     | 如水村                          | 如水村                        | 昭和18年8月8日 中津市に編入     | 中津市                          | 中津市                       | 中津市                                 | 中津市                         | 中津市                      | 中津市 |
| 伊藤田村                                | 伊藤田村                                | 三保村                     | 三保村                          | 三保村                        | 三保村                          | 昭和26年4月1日 中津市に編入     | 中津市                       | 中津市                                 | 中津市                         | 中津市                      | 中津市 |
| 下伊藤田村                              | 時期不詳 伊藤田村に合併                 | 三保村                     | 三保村                          | 三保村                        | 三保村                          | 昭和26年4月1日 中津市に編入     | 中津市                       | 中津市                                 | 中津市                         | 中津市                      | 中津市 |
| 北原村                                  |                                         | 三保村                     | 三保村                          | 三保村                        | 三保村                          | 昭和26年4月1日 中津市に編入     | 中津市                       | 中津市                                 | 中津市                         | 中津市                      | 中津市 |
| 福島村                                  |                                         | 三保村                     | 三保村                          | 三保村                        | 三保村                          | 昭和26年4月1日 中津市に編入     | 中津市                       | 中津市                                 | 中津市                         | 中津市                      | 中津市 |
| 定留村                                  | 定留村                                  | 和田村                     | 和田村                          | 和田村                        | 和田村                          | 和田村                          | 和田村                       | 昭和29年10月1日 中津市に編入           | 中津市                         | 中津市                      | 中津市 |
| 諸田村                                  |                                         | 和田村                     | 和田村                          | 和田村                        | 和田村                          | 和田村                          | 和田村                       | 昭和29年10月1日 中津市に編入           | 中津市                         | 中津市                      | 中津市 |
| 田尻村                                  |                                         | 和田村                     | 和田村                          | 和田村                        | 和田村                          | 和田村                          | 和田村                       | 昭和29年10月1日 中津市に編入           | 中津市                         | 中津市                      | 中津市 |
| 今津村                                  | 今津村                                  | 桜洲村                     | 桜洲村                          | 昭和8年4月1日 新昭村          | 昭和15年11月3日 町制改称 今津町 | 今津町                          | 今津町                       | 今津町                                 | 昭和30年2月1日 中津市に編入    | 中津市                      | 中津市 |
| 赤迫村                                  |                                         | 桜洲村                     | 桜洲村                          | 昭和8年4月1日 新昭村          | 昭和15年11月3日 町制改称 今津町 | 今津町                          | 今津町                       | 今津町                                 | 昭和30年2月1日 中津市に編入    | 中津市                      | 中津市 |
| 鍋島村                                  |                                         | 桜洲村                     | 桜洲村                          | 昭和8年4月1日 新昭村          | 昭和15年11月3日 町制改称 今津町 | 今津町                          | 今津町                       | 今津町                                 | 昭和30年2月1日 中津市に編入    | 中津市                      | 中津市 |
| 上植野村                                | 時期不詳 植野村                         | 尾紀村                     | 尾紀村                          | 昭和8年4月1日 新昭村          | 昭和15年11月3日 町制改称 今津町 | 今津町                          | 今津町                       | 今津町                                 | 昭和30年2月1日 中津市に編入    | 中津市                      | 中津市 |
| 下植野村                                | 時期不詳 植野村                         | 尾紀村                     | 尾紀村                          | 昭和8年4月1日 新昭村          | 昭和15年11月3日 町制改称 今津町 | 今津町                          | 今津町                       | 今津町                                 | 昭和30年2月1日 中津市に編入    | 中津市                      | 中津市 |
| 野依村                                  |                                         | 尾紀村                     | 尾紀村                          | 昭和8年4月1日 新昭村          | 昭和15年11月3日 町制改称 今津町 | 今津町                          | 今津町                       | 今津町                                 | 昭和30年2月1日 中津市に編入    | 中津市                      | 中津市 |
| 犬丸村                                  |                                         | 尾紀村                     | 尾紀村                          | 昭和8年4月1日 新昭村          | 昭和15年11月3日 町制改称 今津町 | 今津町                          | 今津町                       | 今津町                                 | 昭和30年2月1日 中津市に編入    | 中津市                      | 中津市 |
| 土田村                                  | 土田村                                  | 真坂村                     | 真坂村                          | 真坂村                        | 真坂村                          | 真坂村                          | 真坂村                       | 昭和29年3月31日 三和村 即日改称 三光村 | 三光村                         | 平成17年3月1日 中津市に編入 | 中津市 |
| 佐知村                                  |                                         | 真坂村                     | 真坂村                          | 真坂村                        | 真坂村                          | 真坂村                          | 真坂村                       | 昭和29年3月31日 三和村 即日改称 三光村 | 三光村                         | 平成17年3月1日 中津市に編入 | 中津市 |
| 小袋村                                  |                                         | 真坂村                     | 真坂村                          | 真坂村                        | 真坂村                          | 真坂村                          | 真坂村                       | 昭和29年3月31日 三和村 即日改称 三光村 | 三光村                         | 平成17年3月1日 中津市に編入 | 中津市 |
| 臼木村                                  |                                         | 真坂村                     | 真坂村                          | 真坂村                        | 真坂村                          | 真坂村                          | 真坂村                       | 昭和29年3月31日 三和村 即日改称 三光村 | 三光村                         | 平成17年3月1日 中津市に編入 | 中津市 |
| 西秣村                                  | 西秣村                                  | 深秣村                     | 深秣村                          | 深秣村                        | 深秣村                          | 深秣村                          | 深秣村                       | 昭和29年3月31日 三和村 即日改称 三光村 | 三光村                         | 平成17年3月1日 中津市に編入 | 中津市 |
| 上秣村                                  |                                         | 深秣村                     | 深秣村                          | 深秣村                        | 深秣村                          | 深秣村                          | 深秣村                       | 昭和29年3月31日 三和村 即日改称 三光村 | 三光村                         | 平成17年3月1日 中津市に編入 | 中津市 |
| 下秣村                                  |                                         | 深秣村                     | 深秣村                          | 深秣村                        | 深秣村                          | 深秣村                          | 深秣村                       | 昭和29年3月31日 三和村 即日改称 三光村 | 三光村                         | 平成17年3月1日 中津市に編入 | 中津市 |
| 上深水村                                |                                         | 深秣村                     | 深秣村                          | 深秣村                        | 深秣村                          | 深秣村                          | 深秣村                       | 昭和29年3月31日 三和村 即日改称 三光村 | 三光村                         | 平成17年3月1日 中津市に編入 | 中津市 |
| 下深水村                                |                                         | 深秣村                     | 深秣村                          | 深秣村                        | 深秣村                          | 深秣村                          | 深秣村                       | 昭和29年3月31日 三和村 即日改称 三光村 | 三光村                         | 平成17年3月1日 中津市に編入 | 中津市 |
| 東田口村                                | 時期不詳 田口村                         | 山口村                     | 山口村                          | 山口村                        | 山口村                          | 山口村                          | 山口村                       | 昭和29年3月31日 三和村 即日改称 三光村 | 三光村                         | 平成17年3月1日 中津市に編入 | 中津市 |
| 西田口村                                | 時期不詳 田口村                         | 山口村                     | 山口村                          | 山口村                        | 山口村                          | 山口村                          | 山口村                       | 昭和29年3月31日 三和村 即日改称 三光村 | 三光村                         | 平成17年3月1日 中津市に編入 | 中津市 |
| 成恒村                                  |                                         | 山口村                     | 山口村                          | 山口村                        | 山口村                          | 山口村                          | 山口村                       | 昭和29年3月31日 三和村 即日改称 三光村 | 三光村                         | 平成17年3月1日 中津市に編入 | 中津市 |
| 諫山村                                  |                                         | 山口村                     | 山口村                          | 山口村                        | 山口村                          | 山口村                          | 山口村                       | 昭和29年3月31日 三和村 即日改称 三光村 | 三光村                         | 平成17年3月1日 中津市に編入 | 中津市 |
| 原口村                                  |                                         | 山口村                     | 山口村                          | 山口村                        | 山口村                          | 山口村                          | 山口村                       | 昭和29年3月31日 三和村 即日改称 三光村 | 三光村                         | 平成17年3月1日 中津市に編入 | 中津市 |
| 森山村                                  |                                         | 山口村                     | 山口村                          | 山口村                        | 山口村                          | 山口村                          | 山口村                       | 昭和29年3月31日 三和村 即日改称 三光村 | 三光村                         | 平成17年3月1日 中津市に編入 | 中津市 |
| 下屋形村                                | 下屋形村                                | 東城井村                   | 大正15年2月11日 改称 東耶馬渓村 | 東耶馬渓村                    | 東耶馬渓村                      | 昭和26年4月1日 本耶馬渓村       | 昭和26年4月1日 本耶馬渓村    | 昭和26年4月1日 本耶馬渓村              | 昭和34年1月1日 町制 本耶馬渓町 | 平成17年3月1日 中津市に編入 | 中津市 |
| 樋田村                                  |                                         | 東城井村                   | 大正15年2月11日 改称 東耶馬渓村 | 東耶馬渓村                    | 東耶馬渓村                      | 昭和26年4月1日 本耶馬渓村       | 昭和26年4月1日 本耶馬渓村    | 昭和26年4月1日 本耶馬渓村              | 昭和34年1月1日 町制 本耶馬渓町 | 平成17年3月1日 中津市に編入 | 中津市 |
| 今行村                                  |                                         | 東城井村                   | 大正15年2月11日 改称 東耶馬渓村 | 東耶馬渓村                    | 東耶馬渓村                      | 昭和26年4月1日 本耶馬渓村       | 昭和26年4月1日 本耶馬渓村    | 昭和26年4月1日 本耶馬渓村              | 昭和34年1月1日 町制 本耶馬渓町 | 平成17年3月1日 中津市に編入 | 中津市 |
| 東屋形村                                |                                         | 東城井村                   | 大正15年2月11日 改称 東耶馬渓村 | 東耶馬渓村                    | 東耶馬渓村                      | 昭和26年4月1日 本耶馬渓村       | 昭和26年4月1日 本耶馬渓村    | 昭和26年4月1日 本耶馬渓村              | 昭和34年1月1日 町制 本耶馬渓町 | 平成17年3月1日 中津市に編入 | 中津市 |
| 西屋形村                                |                                         | 東城井村                   | 大正15年2月11日 改称 東耶馬渓村 | 東耶馬渓村                    | 東耶馬渓村                      | 昭和26年4月1日 本耶馬渓村       | 昭和26年4月1日 本耶馬渓村    | 昭和26年4月1日 本耶馬渓村              | 昭和34年1月1日 町制 本耶馬渓町 | 平成17年3月1日 中津市に編入 | 中津市 |
| 曽木村                                  |                                         | 東城井村                   | 大正15年2月11日 改称 東耶馬渓村 | 東耶馬渓村                    | 東耶馬渓村                      | 昭和26年4月1日 本耶馬渓村       | 昭和26年4月1日 本耶馬渓村    | 昭和26年4月1日 本耶馬渓村              | 昭和34年1月1日 町制 本耶馬渓町 | 平成17年3月1日 中津市に編入 | 中津市 |
| 折元村                                  | 折元村                                  | 上津村                     | 上津村                          | 上津村                        | 上津村                          | 昭和26年4月1日 本耶馬渓村       | 昭和26年4月1日 本耶馬渓村    | 昭和26年4月1日 本耶馬渓村              | 昭和34年1月1日 町制 本耶馬渓町 | 平成17年3月1日 中津市に編入 | 中津市 |
| 跡田村                                  |                                         | 上津村                     | 上津村                          | 上津村                        | 上津村                          | 昭和26年4月1日 本耶馬渓村       | 昭和26年4月1日 本耶馬渓村    | 昭和26年4月1日 本耶馬渓村              | 昭和34年1月1日 町制 本耶馬渓町 | 平成17年3月1日 中津市に編入 | 中津市 |
| 落合村                                  |                                         | 上津村                     | 上津村                          | 上津村                        | 上津村                          | 昭和26年4月1日 本耶馬渓村       | 昭和26年4月1日 本耶馬渓村    | 昭和26年4月1日 本耶馬渓村              | 昭和34年1月1日 町制 本耶馬渓町 | 平成17年3月1日 中津市に編入 | 中津市 |
| 東谷村                                  | 東谷村                                  | 東谷村                     | 東谷村                          | 東谷村                        | 東谷村                          | 東谷村                          | 東谷村                       | 昭和29年3月31日 本耶馬渓村に編入       | 昭和34年1月1日 町制 本耶馬渓町 | 平成17年3月1日 中津市に編入 | 中津市 |
| 西谷村                                  | 西谷村                                  | 西谷村                     | 西谷村                          | 西谷村                        | 西谷村                          | 西谷村                          | 西谷村                       | 昭和29年3月31日 本耶馬渓村に編入       | 昭和34年1月1日 町制 本耶馬渓町 | 平成17年3月1日 中津市に編入 | 中津市 |
| 戸原村                                  | 戸原村                                  | 城井村                     | 大正14年9月1日 改称 耶馬渓村    | 耶馬渓村                      | 耶馬渓村                        | 昭和28年4月1日 中耶馬渓村に編入 | 昭和28年9月1日 改称 耶馬渓村 | 耶馬渓村                               | 昭和40年4月1日 町制 耶馬渓町   | 平成17年3月1日 中津市に編入 | 中津市 |
| 平田村                                  |                                         | 城井村                     | 大正14年9月1日 改称 耶馬渓村    | 耶馬渓村                      | 耶馬渓村                        | 昭和28年4月1日 中耶馬渓村に編入 | 昭和28年9月1日 改称 耶馬渓村 | 耶馬渓村                               | 昭和40年4月1日 町制 耶馬渓町   | 平成17年3月1日 中津市に編入 | 中津市 |
| 三尾母村                                |                                         | 城井村                     | 大正14年9月1日 改称 耶馬渓村    | 耶馬渓村                      | 耶馬渓村                        | 昭和28年4月1日 中耶馬渓村に編入 | 昭和28年9月1日 改称 耶馬渓村 | 耶馬渓村                               | 昭和40年4月1日 町制 耶馬渓町   | 平成17年3月1日 中津市に編入 | 中津市 |
| 小友田村                                |                                         | 城井村                     | 大正14年9月1日 改称 耶馬渓村    | 耶馬渓村                      | 耶馬渓村                        | 昭和28年4月1日 中耶馬渓村に編入 | 昭和28年9月1日 改称 耶馬渓村 | 耶馬渓村                               | 昭和40年4月1日 町制 耶馬渓町   | 平成17年3月1日 中津市に編入 | 中津市 |
| 福土村                                  |                                         | 城井村                     | 大正14年9月1日 改称 耶馬渓村    | 耶馬渓村                      | 耶馬渓村                        | 昭和28年4月1日 中耶馬渓村に編入 | 昭和28年9月1日 改称 耶馬渓村 | 耶馬渓村                               | 昭和40年4月1日 町制 耶馬渓町   | 平成17年3月1日 中津市に編入 | 中津市 |
| 柿坂村                                  |                                         | 城井村                     | 大正14年9月1日 改称 耶馬渓村    | 耶馬渓村                      | 耶馬渓村                        | 昭和28年4月1日 中耶馬渓村に編入 | 昭和28年9月1日 改称 耶馬渓村 | 耶馬渓村                               | 昭和40年4月1日 町制 耶馬渓町   | 平成17年3月1日 中津市に編入 | 中津市 |
| 多志田村                                | 一部                                    | 城井村                     | 大正14年9月1日 改称 耶馬渓村    | 耶馬渓村                      | 耶馬渓村                        | 昭和28年4月1日 中耶馬渓村に編入 | 昭和28年9月1日 改称 耶馬渓村 | 耶馬渓村                               | 昭和40年4月1日 町制 耶馬渓町   | 平成17年3月1日 中津市に編入 | 中津市 |
| 多志田村                                | 一部                                    | 城井村                     | 大正14年9月1日 改称 耶馬渓村    | 耶馬渓村                      | 耶馬渓村                        | 昭和28年4月1日 中耶馬渓村に編入 | 昭和28年9月1日 改称 耶馬渓村 | 昭和29年1月1日 本耶馬渓村に編入        | 昭和34年1月1日 町制 本耶馬渓町 | 平成17年3月1日 中津市に編入 | 中津市 |
| 冠石野村                                | 一部                                    | 城井村                     | 大正14年9月1日 改称 耶馬渓村    | 耶馬渓村                      | 耶馬渓村                        | 昭和28年4月1日 中耶馬渓村に編入 | 昭和28年9月1日 改称 耶馬渓村 | 昭和29年1月1日 本耶馬渓村に編入        | 昭和34年1月1日 町制 本耶馬渓町 | 平成17年3月1日 中津市に編入 | 中津市 |
| 冠石野村                                | 一部                                    | 城井村                     | 大正14年9月1日 改称 耶馬渓村    | 耶馬渓村                      | 耶馬渓村                        | 昭和28年4月1日 中耶馬渓村に編入 | 昭和28年9月1日 改称 耶馬渓村 | 耶馬渓村                               | 昭和40年4月1日 町制 耶馬渓町   | 平成17年3月1日 中津市に編入 | 中津市 |
| 中畑村                                  | 明治21年 津民村                         | 津民村                     | 津民村                          | 津民村                        | 津民村                          | 昭和26年4月1日 中耶馬渓村       | 昭和28年9月1日 改称 耶馬渓村 | 耶馬渓村                               | 昭和40年4月1日 町制 耶馬渓町   | 平成17年3月1日 中津市に編入 | 中津市 |
| 大野村                                  | 明治21年 津民村                         | 津民村                     | 津民村                          | 津民村                        | 津民村                          | 昭和26年4月1日 中耶馬渓村       | 昭和28年9月1日 改称 耶馬渓村 | 耶馬渓村                               | 昭和40年4月1日 町制 耶馬渓町   | 平成17年3月1日 中津市に編入 | 中津市 |
| 川原口村                                | 明治21年 津民村                         | 津民村                     | 津民村                          | 津民村                        | 津民村                          | 昭和26年4月1日 中耶馬渓村       | 昭和28年9月1日 改称 耶馬渓村 | 耶馬渓村                               | 昭和40年4月1日 町制 耶馬渓町   | 平成17年3月1日 中津市に編入 | 中津市 |
| 栃木村                                  | 明治21年 津民村                         | 津民村                     | 津民村                          | 津民村                        | 津民村                          | 昭和26年4月1日 中耶馬渓村       | 昭和28年9月1日 改称 耶馬渓村 | 耶馬渓村                               | 昭和40年4月1日 町制 耶馬渓町   | 平成17年3月1日 中津市に編入 | 中津市 |
| 山移村                                  | 山移村                                  | 山移村                     | 山移村                          | 山移村                        | 山移村                          | 昭和26年4月1日 中耶馬渓村       | 昭和28年9月1日 改称 耶馬渓村 | 耶馬渓村                               | 昭和40年4月1日 町制 耶馬渓町   | 平成17年3月1日 中津市に編入 | 中津市 |
| 大久保村                                | 明治17年 大島村                         | 下郷村                     | 下郷村                          | 下郷村                        | 下郷村                          | 昭和26年4月1日 中耶馬渓村       | 昭和28年9月1日 改称 耶馬渓村 | 耶馬渓村                               | 昭和40年4月1日 町制 耶馬渓町   | 平成17年3月1日 中津市に編入 | 中津市 |
| 島村                                    | 明治17年 大島村                         | 下郷村                     | 下郷村                          | 下郷村                        | 下郷村                          | 昭和26年4月1日 中耶馬渓村       | 昭和28年9月1日 改称 耶馬渓村 | 耶馬渓村                               | 昭和40年4月1日 町制 耶馬渓町   | 平成17年3月1日 中津市に編入 | 中津市 |
| 金吉村                                  |                                         | 下郷村                     | 下郷村                          | 下郷村                        | 下郷村                          | 昭和26年4月1日 中耶馬渓村       | 昭和28年9月1日 改称 耶馬渓村 | 耶馬渓村                               | 昭和40年4月1日 町制 耶馬渓町   | 平成17年3月1日 中津市に編入 | 中津市 |
| 樋山路村                                |                                         | 下郷村                     | 下郷村                          | 下郷村                        | 下郷村                          | 昭和26年4月1日 中耶馬渓村       | 昭和28年9月1日 改称 耶馬渓村 | 耶馬渓村                               | 昭和40年4月1日 町制 耶馬渓町   | 平成17年3月1日 中津市に編入 | 中津市 |
| 宮園村                                  |                                         | 下郷村                     | 下郷村                          | 下郷村                        | 下郷村                          | 昭和26年4月1日 中耶馬渓村       | 昭和28年9月1日 改称 耶馬渓村 | 耶馬渓村                               | 昭和40年4月1日 町制 耶馬渓町   | 平成17年3月1日 中津市に編入 | 中津市 |
| 柿山村                                  | 柿山村                                  | 柿山村                     | 柿山村                          | 昭和3年4月1日 改称 深耶馬渓村 | 昭和3年4月1日 改称 深耶馬渓村   | 深耶馬渓村                      | 深耶馬渓村                   | 昭和29年3月31日 耶馬渓村に編入         | 昭和40年4月1日 町制 耶馬渓町   | 平成17年3月1日 中津市に編入 | 中津市 |
| 草本村                                  | 草本村                                  | 溝部村                     | 溝部村                          | 溝部村                        | 溝部村                          | 昭和26年4月1日 山国村           | 昭和26年4月1日 山国村        | 昭和26年4月1日 山国村                  | 昭和33年4月1日 町制 山国町     | 平成17年3月1日 中津市に編入 | 中津市 |
| 平小野村                                |                                         | 溝部村                     | 溝部村                          | 溝部村                        | 溝部村                          | 昭和26年4月1日 山国村           | 昭和26年4月1日 山国村        | 昭和26年4月1日 山国村                  | 昭和33年4月1日 町制 山国町     | 平成17年3月1日 中津市に編入 | 中津市 |
| 吉野村                                  |                                         | 溝部村                     | 溝部村                          | 溝部村                        | 溝部村                          | 昭和26年4月1日 山国村           | 昭和26年4月1日 山国村        | 昭和26年4月1日 山国村                  | 昭和33年4月1日 町制 山国町     | 平成17年3月1日 中津市に編入 | 中津市 |
| 小屋川村                                |                                         | 溝部村                     | 溝部村                          | 溝部村                        | 溝部村                          | 昭和26年4月1日 山国村           | 昭和26年4月1日 山国村        | 昭和26年4月1日 山国村                  | 昭和33年4月1日 町制 山国町     | 平成17年3月1日 中津市に編入 | 中津市 |
| 槻木村                                  | 槻木村                                  | 槻木村                     | 槻木村                          | 槻木村                        | 槻木村                          | 昭和26年4月1日 山国村           | 昭和26年4月1日 山国村        | 昭和26年4月1日 山国村                  | 昭和33年4月1日 町制 山国町     | 平成17年3月1日 中津市に編入 | 中津市 |
| 中摩村                                  | 中摩村                                  | 三郷村                     | 三郷村                          | 三郷村                        | 三郷村                          | 昭和26年4月1日 山国村           | 昭和26年4月1日 山国村        | 昭和26年4月1日 山国村                  | 昭和33年4月1日 町制 山国町     | 平成17年3月1日 中津市に編入 | 中津市 |
| 守実村                                  |                                         | 三郷村                     | 三郷村                          | 三郷村                        | 三郷村                          | 昭和26年4月1日 山国村           | 昭和26年4月1日 山国村        | 昭和26年4月1日 山国村                  | 昭和33年4月1日 町制 山国町     | 平成17年3月1日 中津市に編入 | 中津市 |
| 宇曽村                                  |                                         | 三郷村                     | 三郷村                          | 三郷村                        | 三郷村                          | 昭和26年4月1日 山国村           | 昭和26年4月1日 山国村        | 昭和26年4月1日 山国村                  | 昭和33年4月1日 町制 山国町     | 平成17年3月1日 中津市に編入 | 中津市 |
| 藤野木村                                |                                         | 三郷村                     | 三郷村                          | 三郷村                        | 三郷村                          | 昭和26年4月1日 山国村           | 昭和26年4月1日 山国村        | 昭和26年4月1日 山国村                  | 昭和33年4月1日 町制 山国町     | 平成17年3月1日 中津市に編入 | 中津市 |
| 日田郡長小野村                          |                                         | 三郷村                     | 三郷村                          | 三郷村                        | 三郷村                          | 昭和26年4月1日 山国村           | 昭和26年4月1日 山国村        | 昭和26年4月1日 山国村                  | 昭和33年4月1日 町制 山国町     | 平成17年3月1日 中津市に編入 | 中津市 |

## 行政
歴代郡長
特記なき場合『下毛郡誌』による。
| 代 | 氏名     | 就任年月日                | 退任年月日                | 備考                   |
| -- | -------- | ------------------------- | ------------------------- | ---------------------- |
| 1  | 鈴木閒雲 | 明治11年（1878年）11月1日 | 明治31年（1898年）8月?    |                        |
| 2  | 鶴田正義 | 明治30年（1897年）12月    | 明治33年（1900年）6月     |                        |
| 3  | 鈴木閒雲 | 明治33年（1900年）6月     | 明治37年（1904年）7月     | 初代の再任             |
| 4  | 出事     | 明治37年（1904年）7月     | 明治42年（1909年）3月     |                        |
| 5  | 松岡公達 | 明治42年（1909年）3月     | 大正3年（1914年）6月      |                        |
| 6  | 出事     | 大正3年（1914年）6月      | 大正8年（1919年）4月      | 4代の再任              |
| 7  | 田島七郎 | 大正8年（1919年）4月      | 大正11年（1922年）8月     |                        |
| 8  | 桂登利蔵 | 大正11年（1922年）8月     | 大正13年（1924年）10月    |                        |
| 9  | 尾形善忠 | 大正13年（1924年）10月    | 大正15年（1926年）6月30日 | 郡役所廃止により、廃官 |

## 関連文献
- 山本艸堂 編『下毛郡史』私立三余女学校、1912年。NDLJP:946517。